# Elodie
Elodie je ženské rodné jméno francouzského původu, které znamená „polní kvítek“ v řečtině nebo „majetek“ v latině. Další formy jména jsou Élodie, Alodie nebo Élody. Ve Francii se jméno slaví 22. října.
Varianta Alodie možná pochází z vizigótského jména, které odvozené z germánských slov ala „další“, „cizí“ a od „bohatství“, „hojnost“. Francouzská podoba je Élodie.

## Domácké podoby
Elodynka, Elinka, El, Al(y), Alody

## Svatá
Svatá Elodie z Córdoby – mladá mučednice, dcera muslima a křesťanky z 9. století z období arabské vlády nad Španělskem.

## Známé nositelky jména
- Élodie Frégé – francouzská zpěvačka
- Élodie Bouchez – francouzská herečka